# Valdesogo de Arriba
Valdesogo de Arriba es una localidad española, perteneciente al municipio de Villaturiel, en la provincia de León y la comarca de La Sobarriba, en la comunidad autónoma de Castilla y León. Situado en el margen izquierdo del río Bernesga, sobre el arroyo de Valdesogo, afluente del río Porma. Perteneció a la antigua Hermandad de La Sobarriba.

## Geografía

### Ubicación
| Noroeste: Santa Olaja de la Ribera | Norte: Valdelafuente    | Noreste: Arcahueja |
| Oeste: Castrillo de la Ribera      |                         | Este: Toldanos     |
| Suroeste Marialba de la Ribera     | Sur: Valdesogo de Abajo | Sureste: Marne     |

## Demografía
Evolución de la población
| Gráfica de evolución demográfica de Valdesogo de Arriba entre 2000 y 2014 |
|                                                                           |
| Población de derecho (2000-2014) según el padrón municipal del INE        |